# Daliborka Uljarević
Daliborka Uljarević, crnogorska politologinja i borkinja za ljudska prava, izvršna direktorica Centra za građansko obrazovanje, te predstavnica Crne Gore u Regionalnom savjetu REKOM mreže pomirenja. 

## Karijera
Daliborka Uljarević je diplomirala Međunarodne odnose na Fakultetu političkih znanosti Sveučilišta u Beogradu. Specijalizirala je Lokalnu samoupravu i civilno društvo na Theodor Heuss akademiji u Njemačkoj, Usporedno medijsko pravo i medijske politike na Sveučilištu u Oxfordu, Regionalnu suradnju i europske integracije na Sveučilištu u Splitu, Političke i ekonomske sisteme u organizaciji Karlovog i Georgetown sveuzčilišta u Češkoj Republici, a Demokraciju, ljudska prava i upravljanje konfliktima na Nansen akademiji u Norveškoj. U okviru programa Marshall Memorial Fellowship namijenjenog europskim polaznicima, usavršavala se u SAD-u, kao prva sudionica tog programa iz Crne Gore. Od 2002. godine nalazi se na dužnosti izvršne direktorica Centra za građansko obrazovanje u Podgorici. 
Od 2001. do 2005. radila je kao savjetnica za politička i medijska pitanja u uredu Vijeća Europe u Podgorica. Bila je jedna od osnivačica i direktorica Nansen dijalog centra u Crnoj Gori (do 2002.). Tokom 1999. i 2000., bila je angažovana kao lokalna producentica za BBC World. Prije toga, radila je u Misiji OSCE-a u Crnoj Gori i u Međunarodnoj zakladi za izborne sustave iz Washingtona, u Srbiji i Crnoj Gori. U Crnoj Gori, članica je upravnog odbora Instituta Alternativa i Centra za razvoj nevladinih organizacija (CRNVO), a bila je članica UO koalicije NVO "Saradnjom do cilja". Na regionalnom nivou, članica je Zapadnobalkanskog savjetodavnog komiteta globalne Zaklade Otvoreno društvo, Zapadnobalkanske strateške skupine zaklade Heinrich Böll, u okviru Koalicije za REKOM (REKOM mreže pomirenja) članica je Regionalnog savjeta od 2014. godine. Potpisnica je Deklaracije o zajedničkom jeziku, u kojoj se tvrdi da se u Hrvatskoj, Bosni i Hercegovini, Srbiji i Crnoj Gori govore nacionalne standardne varijante zajedničkog policentričnog standardnog jezika.

## Vanjske poveznice
- Daliborka Uljarević